# IC 41
IC 41 — галактика типу P? () у сузір'ї Кит.
Цей об'єкт міститься в оригінальній редакції індексного каталогу.